# Lijst van nummer 1-albums in de LP Top 75/Album Top 100 in 1988
Onderstaande albums stonden in 1988 op nummer 1 in de LP Top 75 en (vanaf 3 september) de Album Top 100, de voorloper van de huidige Media Markt Album Top 40. De lijst werd samengesteld door de Stichting Nederlandse Top 40.
| Nummer | Datum        | Artiest                       | Titel                                                      |
| ------ | ------------ | ----------------------------- | ---------------------------------------------------------- |
|        | 2 januari    | geen LP Top 75 verschenen     | geen LP Top 75 verschenen                                  |
| 182    | 9 januari    | UB40                          | The Best of UB40 - Volume One                              |
|        | 16 januari   | UB40                          | The Best of UB40 - Volume One                              |
|        | 23 januari   | UB40                          | The Best of UB40 - Volume One                              |
| 183    | 30 januari   | Terence Trent D'Arby          | Introducing the Hardline According to Terence Trent D'Arby |
|        | 6 februari   | Terence Trent D'Arby          | Introducing the Hardline According to Terence Trent D'Arby |
|        | 13 februari  | Terence Trent D'Arby          | Introducing the Hardline According to Terence Trent D'Arby |
| 184    | 20 februari  | Soundtrack                    | Dirty Dancing                                              |
|        | 27 februari  | Soundtrack                    | Dirty Dancing                                              |
|        | 5 maart      | Soundtrack                    | Dirty Dancing                                              |
|        | 12 maart     | Soundtrack                    | Dirty Dancing                                              |
|        | 19 maart     | Soundtrack                    | Dirty Dancing                                              |
|        | 26 maart     | Soundtrack                    | Dirty Dancing                                              |
|        | 2 april      | Soundtrack                    | Dirty Dancing                                              |
|        | 9 april      | Soundtrack                    | Dirty Dancing                                              |
| 185    | 16 april     | Toto                          | The Seventh One                                            |
|        | 23 april     | Toto                          | The Seventh One                                            |
|        | 30 april     | Toto                          | The Seventh One                                            |
|        | 7 mei        | Toto                          | The Seventh One                                            |
|        | 14 mei       | Toto                          | The Seventh One                                            |
|        | 21 mei       | Toto                          | The Seventh One                                            |
|        | 28 mei       | Toto                          | The Seventh One                                            |
| 186    | 4 juni       | Prince                        | Lovesexy                                                   |
|        | 11 juni      | Prince                        | Lovesexy                                                   |
| 187    | 18 juni      | Fleetwood Mac                 | Tango in the Night                                         |
|        | 25 juni      | Fleetwood Mac                 | Tango in the Night                                         |
|        | 2 juli       | Fleetwood Mac                 | Tango in the Night                                         |
| 188    | 9 juli       | Tracy Chapman                 | Tracy Chapman                                              |
|        | 16 juli      | Tracy Chapman                 | Tracy Chapman                                              |
|        | 23 juli      | Tracy Chapman                 | Tracy Chapman                                              |
|        | 30 juli      | Tracy Chapman                 | Tracy Chapman                                              |
|        | 6 augustus   | Tracy Chapman                 | Tracy Chapman                                              |
|        | 13 augustus  | Tracy Chapman                 | Tracy Chapman                                              |
|        | 20 augustus  | Tracy Chapman                 | Tracy Chapman                                              |
|        | 27 augustus  | Tracy Chapman                 | Tracy Chapman                                              |
|        | 3 september  | Tracy Chapman                 | Tracy Chapman                                              |
|        | 10 september | Tracy Chapman                 | Tracy Chapman                                              |
|        | 17 september | Tracy Chapman                 | Tracy Chapman                                              |
|        | 24 september | Tracy Chapman                 | Tracy Chapman                                              |
|        | 1 oktober    | Tracy Chapman                 | Tracy Chapman                                              |
|        | 8 oktober    | Tracy Chapman                 | Tracy Chapman                                              |
| 189    | 15 oktober   | Level 42                      | Staring at the Sun                                         |
|        | 22 oktober   | Level 42                      | Staring at the Sun                                         |
| 190    | 29 oktober   | U2                            | Rattle and Hum                                             |
|        | 5 november   | U2                            | Rattle and Hum                                             |
|        | 12 november  | U2                            | Rattle and Hum                                             |
|        | 19 november  | U2                            | Rattle and Hum                                             |
| 191    | 26 november  | Dire Straits                  | Money for Nothing                                          |
|        | 3 december   | Dire Straits                  | Money for Nothing                                          |
|        | 10 december  | Dire Straits                  | Money for Nothing                                          |
|        | 17 december  | Dire Straits                  | Money for Nothing                                          |
|        | 24 december  | Dire Straits                  | Money for Nothing                                          |
|        | 31 december  | geen Album Top 100 verschenen | geen Album Top 100 verschenen                              |

Lijsten van nummer 1-albums in de Nederlandse Album Top 100

1969 ·
1970 ·
1971 ·
1972 ·
1973 ·
1974 ·
1975 ·
1976 ·
1977 ·
1978 ·
1979 ·
1980 ·
1981 ·
1982 ·
1983 ·
1984 ·
1985 ·
1986 ·
1987 ·
1988 ·
1989 ·
1990 ·
1991 ·
1992 ·
1993 ·
1994 ·
1995 ·
1996 ·
1997 ·
1998 ·
1999 ·
2000 ·
2001 ·
2002 ·
2003 ·
2004 ·
2005 ·
2006 ·
2007 ·
2008 ·
2009 ·
2010 ·
2011 ·
2012 ·
2013 ·
2014 ·
2015 ·
2016 ·
2017 ·
2018 ·
2019 ·
2020 ·
2021 ·
2022 ·
2023 ·
2024 ·
2025

Lijsten van nummer 1-albums van de Stichting Nederlandse Top 40

1969 ·
1970 ·
1971 ·
1972 ·
1973 ·
1974 ·
1975 ·
1976 ·
1977 ·
1978 ·
1979 ·
1980 ·
1981 ·
1982 ·
1983 ·
1984 ·
1985 ·
1986 ·
1987 ·
1988 ·
1989 ·
1990 ·
1991 ·
1992 ·
1993 ·
1994 ·
1995 ·
1996 ·
1997 ·
1998 ·
1999 ·
2011 ·
2012 ·
2013 ·
2014 ·
2015
- Nederland
- Nederland (LP Top 75/Album Top 100)